# S&M (chanson)
Pour les articles homonymes, voir SM.
Singles de Rihanna
All of the Lights
(2011) California King Bed
(2011)
Pistes de Loud
What's My Name?
S&M est une chanson interprétée par la chanteuse barbadienne Rihanna. Il s'agit du 3e single officiel extrait de son cinquième album studio Loud sorti en 2010. La chanson a été produite par Stargate, et écrite par Sandy Wilhelm et Ester Dean. C'est un mélange d'eurodance, d'electro et de dance-pop. S&M signifie sado-masochisme et la chanson contient des références à cette pratique sexuelle dans ses paroles.
Rihanna a collaboré avec la chanteuse Britney Spears sur un remix officiel de S&M. Ce single est sorti le 11 avril 2011 et sur iTunes le lendemain. Grâce à ce remix, Rihanna obtient son 10e no 1 au Billboard Hot 100 ainsi que son troisième single no 1 consécutif issu de son album Loud.

## Clip vidéo
Le clip vidéo a été produit par Melina Matsoukas et montre Rihanna punir des journalistes et des paparazzis qui l'ont blessée. Il est également parsemé d'allusions sexuelles. Il a été publié dans la nuit du 31 janvier 2011 au 1er février 2011 sur la chaîne VEVO de Rihanna sur YouTube.
Melina Matsoukas a déclaré qu'elle n'est pas surprise que le clip ait suscité la polémique dans le monde, puisque c'était justement son but de choquer le public. Lors d'une interview, elle a dit : « J'avais l'intention de faire quelque chose avec l'idée qu'il soit censuré, je voulais faire le clip de Rihanna provocant. Alors, quand vous faites quelque chose qui est provocateur, il y a généralement des répercussions. Les gens vont en parler, ou l'interdire et balancer toutes sortes de calomnies. Mais les gens en parlent, alors pour moi, c'est réussi. » La vidéo a été censurée dans plusieurs pays, et est diffusée seulement la nuit à la télévision dans certains pays.

## Censure
Le clip a été censuré dans plus de 11 pays. En France, le clip est interdit de diffusion en journée sur les chaînes et n’est diffusé qu’après 22h sans signalétique ou avec une signalétique (-10 ans) ou (-12 ans) (en fonction des chaînes) en raison de nombreuses scènes à caractère sexuel et sadomasochistes.
Au Royaume-Uni, le titre de la chanson a été jugé trop osé et a donc été rebaptisé Come on, ce qui a contrarié la chanteuse.

## Liste des pistes
- Digital download – S&M (Remixes)[5]

1. "S&M" (Dave Audé Radio) – 3:50
2. "S&M" (Joe Bermudez Chico Radio) – 3:49
3. "S&M" (Sidney Samson Radio) – 3:19
4. "S&M" (Dave Audé Club) – 7:28
5. "S&M" (Joe Bermudez Chico Club) – 5:17
6. "S&M" (Sidney Samson Club) – 6:50
7. "S&M" (Dave Audé Dub) – 6:29
8. "S&M" (Joe Bermudez Chico Dub) – 5:17
9. "S&M" (Sidney Samson Dub) – 6:50

## Classement

### Classements hebdomadaires
| Classement (2010-11)                    | Meilleure position |
| --------------------------------------- | ------------------ |
| Allemagne (GfK Entertainment)           | 2                  |
| Australie (ARIA)                        | 1                  |
| Autriche (Ö3 Austria Top 40)            | 4                  |
| Belgique (Flandre Ultratop 50 Singles)  | 3                  |
| Belgique (Wallonie Ultratop 50 Singles) | 4                  |
| Canada (Canadian Hot 100)               | 1                  |
| Danemark (Tracklisten)                  | 2                  |
| Écosse (OCC)                            | 3                  |
| Espagne (PROMUSICAE)                    | 3                  |
| États-Unis (Billboard Hot 100)          | 1                  |
| États-Unis (Pop Airplay)                | 1                  |
| États-Unis (Dance Club Songs)           | 1                  |
| Finlande (Suomen virallinen lista)      | 4                  |
| France (SNEP)                           | 3                  |
| Irlande (IRMA)                          | 3                  |
| Italie (FIMI)                           | 6                  |
| Norvège (VG-lista)                      | 2                  |
| Nouvelle-Zélande (RMNZ)                 | 2                  |
| Pays-Bas (Single Top 100)               | 7                  |
| Royaume-Uni (UK Singles Chart)          | 4                  |
| Royaume-Uni (UK R&B Chart)              | 1                  |
| Suède (Sverigetopplistan)               | 2                  |
| Suisse (Schweizer Hitparade)            | 2                  |

## Classement de fin d'année
| Classement (2011) | Position |
| ----------------- | -------- |
| France SNEP       | 14       |

## Certifications
| Pays        | Certification | Ventes certifiées |
| ----------- | ------------- | ----------------- |
| Allemagne   | Or            | 150 000           |
| Australie   | 4 × Platine   | 280 000           |
| Belgique    | Platine       | 30 000            |
| États-Unis  | 3 × Platine   | 3 000 000         |
| Italie      | Platine       | 30 000            |
| Royaume-Uni | Platine       | 643 000           |

## Radio et historique des sorties
| Pays       | Date            | Format                     | Label           |
| ---------- | --------------- | -------------------------- | --------------- |
| États-Unis | 21 janvier 2011 | Digital remixes            | Def Jam Records |
| États-Unis | 24 janvier 2011 | Mainstream, rhythmic radio | Def Jam Records |